# Hipparchia peninsulitaliae
Hipparchia peninsulitaliae är en fjärilsart som beskrevs av Ruggero Verity 1924. Hipparchia peninsulitaliae ingår i släktet Hipparchia och familjen praktfjärilar. Inga underarter finns listade i Catalogue of Life.